# Теория исхода из Индии
Теория исхода из Индии (англ. Out of India theory) — маргинальная гипотеза о том, что индоевропейская языковая семья возникла на Индийском субконтиненте и распространилась по территории индоевропейского региона посредством ряда миграций.
Теория исхода из Индии появилась в конце XVIII века в попытке объяснить связь, существующую между санскритом и европейскими языками. Известным её ранним сторонником был Фридрих Шлегель (1772—1829). Впоследствии теория была отвергнута лингвистами, отдавшими предпочтение курганной гипотезе. Результаты одних генетических исследований, проведённых в начале 2000-х годов, поставили под сомнение гипотезы о доисторической миграции индоевропейцев в Индию. Другие, более поздние исследования (2016—2018 годы) геномов 69 европейцев, живших 8 — 3 тыс. лет назад, напротив, указывают родину многих индоевропейских языков в северном Причерноморье либо в Анатолии около 4 тыс. лет до н. э., отдавая предпочтение степной гипотезе. Исследования показывают, что значительная часть потока генов у населения Индии происходит от древних предков из ямной культуры северного Причерноморья, что свидетельствует о нескольких массивных доисторических миграциях в разные периоды. В то же время авторы генетических исследований указывают, что их результаты не дают точного ответа, где располагалась родина протоиндоевропейского языка, а также истоки появления индоевропейских языков в Южной Азии.
Теория исхода из Индии принимается многими индийскими националистами и часто является предметом обсуждения в индийской политике. Сторонники теории исхода из Индии принимают как факт то, что Индская цивилизация была индоарийской и в своей аргументации преимущественно опираются на доказательства из санскритской литературы. Теория исхода из Индии всегда имела сторонников среди учёных. Современными защитниками теории являются фламандский индолог Конрад Эльст, немецко-канадский индолог Клаус Клостермайер, греческий санскритолог Николас Казанас, индийский автор и исследователь Шрикант Талагери и индийский археолог Б. Б. Лал.

## История
Открытие связи между индийскими и европейскими языками привело в конце XVIII века к созданию индоевропеистики, и некоторые исследователи предположили, что праиндоевропейским языком должен был быть санскрит. Подобного мнения придерживался Фридрих Шлегель — один из выдающихся индоевропеистов раннего периода. Он, наряду с некоторыми другими учёными, выдвинул гипотезу о том, что Индия была прародиной всех индоевропейских языков. Однако многие учёные, такие как Уильям Джонс, с самого начала полагали, что санскрит и родственные ему языки произошли от общего индоевропейского праязыка.
Развитие сравнительно-исторического языкознания, в особенности открытие закона палатализации, и открытие гортанных звуков в хеттском языке пошатнуло статус санскрита как наиболее древнего языка в воссозданной семье, уделив ему роль одного из дочерних языков индоевропейского праязыка. Это значительно ослабило позицию сторонников гипотезы о том, что Индия являлась прародиной индоевропейцев.
Этнолог и филолог Роберт Гордон Латам был одним из первых учёных, выдвинувших гипотезу о том, что, согласно принципам естественной науки, местом происхождения языковой семьи, скорее всего, является район её наибольшего разнообразия, который, в случае с индоевропейскими языками, расположен в центральной и восточной Европе, где находятся италийская, венетская, иллирийская, германская, балтийская, славянская, фракийская и греческая ветви индоевропейской языковой семьи, в противоположность Южной Азии, где существуют только индоарийские языки. Лачхми Дхар Калла аргументирует, что бо́льшее лингвистическое разнообразие индоевропейских языков в Европе является результатом ассимиляции иностранных языковых элементов, а прародину языковой семьи следует искать в районе наименьших языковых изменений, где языковая семья менее всего подверглась субстратным влияниям. Аргументы Лачхми Дхара также применялись и в западных дебатах о индоевропейской прародине, где они использовались в вопросе нахождения индоевропейской прародины около района распространения литовской и анатолийской ветви индоевропейских языков.

## Хронология
Историю Индии неолита и бронзового века принято делить на четыре периода:
1. Дохараппский (ок. 7000 до 3300 до н. э.)
2. Раннехараппский (3300 до 2600 до н. э.)
3. Зрелый хараппский (2600 до 1900 до н. э.)
4. Позднехараппский (1900 до 1300 до н. э.)

Вариант гипотезы об индийской прародине ариев, предложенный Конрадом Эльстом и названный им «новой невторженческой моделью», заключается в следующем:
Во время VI тысячелетия до н. э. протоиндоевропейцы обитали в североиндийском регионе Пенджаб. В результате демографической экспансии, они заселили Бактрию и Согдиану. Парады двинулись дальше, заселив побережье Каспийского моря и большую часть Центральной Азии, в то время как сины мигрировали на север и поселились в Таримском бассейне в северо-западном Китае, сформировав тохарскую группу индоевропейцев. Эти группы принадлежали к протоанатолийцам и осели в этом регионе к XX веку до н. э. Эти народы говорили на древнейшей форме протоиндоевропейского языка, который, в процессе общения с населением Анатолии и Балканского региона, преобразовался в самостоятельный диалект. Обитая в Центральной Азии, они начали использовать лошадей. В более поздний период они заселили Западную Европу, принеся, таким образом, индоевропейские языки в этот регион. В течение IV тыс. до н. э. цивилизация на полуострове Индостан эволюционировала в урбаническую Индскую цивилизацию. В этот же период, протоиндоевропейские языки эволюционировали в протоиндоиранский язык. В этот же период индоиранцы, в результате внутренних противостояний и конфликтов, постепенно выделились в отдельную группу и мигрировали на запад в направлении Месопотамии и Персии (где, возможно, обитали пахлавы) и также расселились на части территории Центральной Азии. Когда миграция подошла к концу, в Индии остались протоиндоарии. В конце зрелого хараппского периода, река Сарасвати начала высыхать и оставшиеся индоарийцы разделились на ряд групп. Одни из них мигрировали в западном направлении и к XV веку до н. э. и стали править хурритским царством Митанни (см. Митаннийский арийский язык), другие — мигрировали на восток и заселили Индо-Гангскую равнину, а некоторые — направились на юг и вошли в контакт с дравидами.

## Языкознание
Шрикант Талагери и Николас Казанас адаптировали к теории исхода из Индии модель распространения языков Джоханны Николс, переместив предложенную Николс предполагаемую прародину индоевропейцев из Бактрии-Согдианы в Индию. Эти идеи не соответствуют господствующим представлениям в современной лингвистике. Конрад Эльст, в свою очередь утверждает, что вероятнее всего прародина индоевропейцев располагалась в фонетическом ареале сатем. Согласно альтернативному объяснению, которое дают сторонники «индийской прародины», Индия изначально была ареалом кентум. Первые мигрировавшие носители индоевропейских диалектов (хеттского, италийского, кельтского и германского) перенесли группу кентум в границы индоевропейского распространения (Европу, Анатолию, Китай). Такие диалекты, как балтийский, фракийский и фригийский, носители которых мигрировали позднее, находились в процессе формирования. Носители славянского, иранского и армянского диалектов мигрировали последними — эти диалекты, вместе с оставшимися на территории Индийского субконтинента индоарийскими языками приняли форму сатем. Подобное объяснение согласуется с так называемой «побочной теорией», согласно которой наиболее консервативные языковые формы располагаются на окраинах ареала, а не в его центре.

### Сравнительно-историческое языкознание
Существует двенадцать ветвей индоевропейской языковой семьи. Две индоиранские ветви, индийская (индоарийская) и иранская, преобладают на востоке, на территории Скифии, Ирана и Северной Индии. Хотя среди учёных не существует единого мнения относительно точной последовательности, в которой различные семьи разделились и мигрировали из прародины, большинство лингвистов придерживается мнения, что анатолийская была первой ветвью, отделившейся от индоевропейской семьи.
Вдобавок к этому, греко-арийская изоглосса показывает, что греческий и индоиранский языки, возможно, какое-то время имели общую прародину, перед тем как отделиться от других индоевропейских ветвей. Возможно, эта прародина располагалась в северо-западной Индии (гипотеза, которой отдают предпочтение сторонники теории исхода из Индии) — или в Понто-Каспийской степной области, как полагают сторонники Курганной гипотезы.
Согласно профессору лингвистики и санскрита Иллинойсского университета в Урбана-Шампейн
Гансу Хоку, если не принимать во внимание такие лингвистические доказательства, как изоглоссы, тогда гипотезу исхода из Индии „сравнительно легко принять“.

### Субстратные влияния в ведийском санскрите
Одной из основных причин, по которой Индию не принимают как возможную индоевропейскую прародину, является наличие в Южной Азии доиндоевропейского языкового субстрата.
Томас Барроу составил список из 500 иностранных слов в „Ригведе“ которые, как он полагает, были заимствованы из дравидийских языков. Францискус Кёйпер обнаружил 383 ригведийских слова, не имеющих индоарийского происхождения — это составляет около 4 % языкового словаря „Ригведы“. По его мнению, они были заимствованы из древнего дравидийского языка, древних языков мунда и ряда других языков. Пауль Тиме, в свою очередь, выступает против дравидийской этимологии слов ведийского санскрита, давая им индоарийские и санскритские этимологии. Он порицает то, что, по его мнению, является неверно направленным „усердием отыскивать дравидийские заимствования в санскрите“. Рахул Петер Дас утверждает, что „не существует даже одного случая, в котором иностранное происхождение как ригведийских, так и, возможно вообще ведийских слов получило всеобщее признание“. Кёйпер указывает на наличие большого объёма индоевропейского сравнительного материала, и ограниченный объём дравидийского и мунда. По его мнению, невозможность ясного подтверждения индоевропейской этимологии ведийского слова свидетельствует об отсутствии таковой. Витцель аргументирует, что в самых ранних слоях „Ригведы“ заметно влияние древних форм языков мунда, и только в более поздних — дравидийских языков, из чего можно сделать вывод, противоречащий общепринятым за последние два столетия взглядам: изначально Пенджаб населяли носители древней формы языка мунда, а не дравиды, с которыми арии вошли в контакт позднее.
Дравидийские и другие южноазиатские языки разделяют с индоарийскими языками ряд синтаксических и морфологических черт, чуждых другим индоевропейским языкам. Фонологически, присутствуют ретрофлексные согласные, которые перемежаются с зубными согласными в индоарийских языках, а морфологически — герундий.
Ряд лингвистов-сторонников теории о внешнем происхождении арийских языков склонен к признанию того, что разница в синтаксическом развитии в индоарийских языках является продуктом внутреннего развития, а не результатом субстратных влияний или адстрата. Тикканен утверждает, что „принимая во внимание исключительно региональное влияние ретрофлексных согласных и их присутствие во многих ранних заимствованных словах, кажется маловероятной теория, согласно которой индоарийские ретрофлексные согласные появились в регионе, в котором отсутствовал их субстрат“.
Озабоченность также вызывает большой временной промежуток между сравниваемыми источниками, который может рассматриваться как серьёзный методологический недостаток. Синтаксис „Ригведы“ сравнивается с воссозданным протодравидским языком. Первыми полностью читаемыми, поддающимися датировке, и достаточно объёмными для использования в лингвистическом анализе являются тамильские надписи династии Паллава середины VI века н. э., появившиеся через целых два тысячелетия после „Ригведы“. Подобным же образом, существует крайне скудный материал для сравнительного анализа языков мунда — временной промежуток, в этом случае, составляет целых 3,5 тыс. лет.
Конрад Эльст утверждает, что присутствие дравидских элементов в санскрите вполне можно объяснить в рамках теории исхода из Индии. Используя гипотезу Дэвида Макальпайна о эламо-дравидийских языках, Эльст предполагает, что Месопотамия была их древней прародиной, откуда языки распространились по побережью к Синду и далее в Южную Индию, где они присутствуют и по сей день. Согласно Эльсту, данная теория поддерживает идею о том, что раннехараппская культура, возможно, была дву- или многоязычной. Эльст утверждает, что присутствие языка брауи, сходство между эламскими и хараппскими надписями, а также сходство индоарийского и дравидийского языков указывает на то, что носители этих языков взаимодействовали до прихода индоарийцев на юг и последовавшего за этим смешения рас.
Эльфенбайн аргументирует, что присутствие брауи в Балочистане объясняется поздней миграцией, произошедшей в течение последнего тысячелетия.
Согласно Эльсту, существуют лингвистические доказательства того, что следы дравидийского влияния в Махараштре и Гуджарате постепенно исчезли. Некоторые элементы в тамильском Сангам, представляющем древнюю форму тамильского языка, указывают на его сходство с санскритом или пракритом. Так как древнейшая узнаваемая форма тамильского языка имеет следы индоарийского влияния, можно предположить, что это санскритское влияние явилось результатом миграции через прибрежные регионы Западной Индии.
Терренс Кауфман и Сара Томасон, специфически описывая феномен языкового контакта, утверждают, что существуют веские доказательства дравидийского влияния на индоарийские языки, произошедшего в результате перенимания индоарийских языков носителями дравидийских языков. Несмотря на то, что многие новые черты в индоарийских языках можно объяснить внутренними влияниями, все они поддаются объяснению только ранним влиянием дравидийских языков. Таким образом, это вопрос принципа достаточного основания — раннее дравидийское влияние объясняет ряд новых черт в индоарийских языках гораздо лучше, чем любое из предложенных „внутренних“ объяснений.
По мнению Джорджа Эрдоси, присутствие дравидийских элементов в древних индоарийских языках наиболее правдоподобно можно объяснить тем, что для большинства древних носителей индоарийских языков дравидийский был родным языком, который они постепенно оставили.

### Гидротопонимика
Индоарийские языки являются древнейшим источником топонимов и гидронимов в Северной Индии. Шрикант Талагери считает это доказательством того, что индоарийцы были самым древним документированным населением региона.
Согласно Витцелю, «в Северной Индии названия рек имеют санскритские имена раннего ведийского периода и имена, производные от дочерних языков санскрита, которые появились позднее». Талагери рассматривает это как доказательство теории исхода из Индии, хотя сам Витцель не принимает подобные выводы, указывая на то, что несанскритские имена часто встречаются в регионе Сарасвати (Гхаггар).
По мнению Казанаса, это является свидетельством того, что Хараппская цивилизация находилась под контролем носителей индоарийских языков, из чего можно сделать вывод, что прибытие индоарийских мигрантов в район Индской цивилизации в поздний хараппский период не могло привести к радикальному изменению всей местной гидронимии. Однако, согласно Витцелю: «Неспособность сохранить древние гидронимы даже в долине реки Инда (за небольшими исключениями) указывает на размах социального и политического обвала, постигшего местное население».
Франсиско Виллар параллельно Витцелю характеризует название мест как глубочайший этнический и лингвистический слой, и утверждает, что первая сеть топонимов и гидронимов в Испании была создана очень древним индоевропейским населением. Эта сеть была настолько густой, что смогла выдержать множество языковых перемен на протяжении истории. Согласно Виллару, даже в тех районах, которые исторически являются частью Страны Басков (то есть не являются индоевропейскими), древние названия мест и имена людей имеют преобладающий индоевропейский характер, а только небольшое количество имён имеет документированную в древних источниках неиндоевропейскую баскскую этимологию. Марио Алинеи цитирует это в поддержку теории палеолитической непрерывности.

### Положение санскрита
В ведийском санскрите сохранилось множество архаических аспектов, говоря словами Томаса Барроу:
«Ведийский санскрит — это язык, который во многом более архаичен и менее отличен от изначального индоевропейского, чем какой-либо другой член индоевропейской языковой семьи».
По мнению Казанаса, эта языковая стабильность соотносится с географической стабильностью:
«Если бы индоарийцы мигрировали на многие тысячи километров (из российских степей, Европы и/или Анатолии) в течение очень длительного, многовекового периода, встречая на своём пути множество других культур, их язык должен был бы претерпеть гораздо более быстрые и значительные изменения».
Эдвин Брайант утверждает, что в качестве контраргумента подобным рассуждениям можно привести альтернативное объяснение наличия в ведийском санскрите индоевропейского акцента: будучи священным языком, санскрит искусственным образом сохранил формы, которые иначе эволюционировали бы и превратились бы в обычный разговорный язык. Ведийский санскрит, так же, как и другие священные языки, является мёртвым языком, развившимся в классический санскрит к VI веку до н. э. и установившимся спустя много веков после того, как Северная Индия была заселена индоариями.
Для сравнения, литовский язык является современным, национальным языком, в котором по сегодняшний день сохранились индоевропейские архаизмы, на тысячи лет дольше, чем в ведийском санскрите.

## Филология
Определение эпохи, в которую появилась и расцвела ведийская литература, имеет важное значение в индоарийском вопросе. В древнейшем ведийском тексте, «Ригведе», содержится множество ссылок на места и естественные феномены на территории нынешних Пенджаба и Харьяны, где, предположительно, она и была написана. Дата составления «Ригведы» соответствует периоду самого раннего присутствия ведийских ариев в Индии. Согласно общепринятому научному мнению, «Ригведа» была составлена в середине II тысячелетия до н. э. в поздний хараппский период. Сторонники теории исхода из Индии полагают, что текст «Ригведы» — гораздо более древний и был составлен в ранний хараппский период. Связывая археологические и астрономические свидетельства с данными, содержащимися в ведийских текстах, приверженцы теории полагают, что бо́льшая часть «Ригведы» была составлена до периода индской цивилизации.

### Река Сарасвати
Во многих гимнах всех десяти мандал «Ригведы» (за исключением 4-й) прославляется или упоминается могучая река Сарасвати, протекающая «от гор к Индийскому океану». Шрикант Талагери утверждает, что «Сарасвати упоминается гораздо чаще, чем Инд, и играет настолько важную роль во всей „Ригведе“, что ей поклоняются как одной из трёх великих богинь».
Согласно учёным, занимающимся изучением окружающей среды в доисторические времена, река Сарасвати высохла после того, как по крайней мере два из её притоков, Сатледж и Ямуна, изменили своё русло. «Цепь тектонических событий отвела русло Сатледжа на запад (в Инд), а Ямуну — на восток (в Ганг)… этим объясняется исчезновение такой могучей реки, как Сарасвати». Процесс завершился около 1750 года до н. э., но начался он гораздо ранее, возможно, со смещения пластов и огромного наводнения в период между 2100 и 1900 годами до н. э. П. Х. Франкфорт, используя изображения, полученные с французского спутника SPOT, обнаружил, что огромная река Сарасвати существовала в дохараппский период и начала высыхать в середине IV тысячелетия до н. э. Во время хараппского периода сложная сеть ирригационных каналов использовалась только в южной части долины реки Инд. Согласно этим исследованиям, датой составления «Ригведы» можно считать начало IV тысячелетия до н. э.
Однако, в 10-й мандале «Ригведы» даётся список названий рек, в котором Сарасвати просто упоминается, а превозносится в основном Инд. Это можно объяснить тем, что гимн из последней, 10-й мандалы «Ригведы», возможно, датируется периодом, когда Сарасвати начала высыхать (середина IV тысячелетия до н. э.) и потеряла своё превосходство. Большинство учёных сходится на том, что 10-я мандала «Ригведы» была составлена позднее.
Вдоль русла Сарасвати было обнаружено 414 археологических мест, тогда как в долине реки Инд — только около сорока. Около 80 % обнаруженных мест раскопок датируются IV или III тысячелетием до н. э., из чего можно предположить, что культура в долине реки Сарасвати в это время находилась в периоде своего расцвета. Если принять, что ригведийские гимны были составлены в этот период, то индоарийская миграция логически не могла иметь места, так как индоевропейцы должны были обитать в Индии уже в IV тысячелетии до н. э. В 2010-е годы были проведены исследования, показавшие, что Сарасвати пересохла ок. 8 тыс. лет назад, то есть ещё до возникновения Индской цивилизации.
Другие альтернативные интерпретации указывают на местонахождение реки Сарасвати в Средней Азии, где во II тысячелетии до н. э. произошли значительнейшие климатические изменения, приведшие к пересыханию множества рек и болот, в частности реки Узбой, которая являлся продолжением речной системы Аму-Дарьи.

### Элементы, не упоминаемые в «Ригведе»
Индская цивилизация была достаточно урбанизированной и развитой для своей эпохи. Согласно теории индоарийской миграции, мигрирующие арии, написавшие «Ригведу», перед тем, как обосноваться в своих землях, должны были войти в контакт с Хараппской цивилизацией и начать использовать некоторые ресурсы, находившиеся там в употреблении; отсутствие упоминания этих элементов в «Ригведе» свидетельствует о том, что она была составлена до того, как они появились в Индии.
- В «Ригведе» ничего не говорится о серебре. Там упоминается айас (металл или медь / бронза) и чандра или хиранья (золото). Серебро обозначается словом раджатам хираньям, что в буквальном переводе означает «белое золото», и упоминается только в послеригведийских текстах. Принято считать, что серебро начали использовать в IV тысячелетии до н. э., и археологически доказано, что этот металл применялся в Хараппской цивилизации[51][71][72][73].
- Хараппская культура не упоминается в «Ригведе». К её характерным чертам можно отнести городскую жизнь, монументальные здания и алтари, построенные из кирпича. Кирпичи не упоминаются в «Ригведе» и слово иштака (кирпич) впервые встречается только в послеригведийских текстах[74]. Описываемый в «Ригведе» алтарь представляет собой небольшое углубление в земле, покрытое травой[75]. Кирпичные алтари типичны для более поздних ведийских текстов[76].
- В «Ригведе» ничего не говорится о рисе и хлопке. Встречается сложное слово, которое в более поздних текстах упоминается для обозначения рисовых пирогов, используемых в ведийских яджнах, но само слово врихи (рис) не встречается ни разу. Следы использования риса были найдены по крайней мере в трёх местах раскопок Индской цивилизации: Рангпур (2000 год до н. э. — 1500 год до н. э.), Лотхал (около 2000 года до н. э.) и Мохенджо-Даро (около 2500 года до н. э.)[77][78][79]. Несмотря на огромную роль, которую рис играл в ведийских ритуалах более позднего периода, он даже не упоминается в «Ригведе». Существуют свидетельства того, что хлопок впервые начал культивироваться в период Хараппской цивилизации. Следы его культивации были также найдены во многих местах раскопок, относящихся к более позднему периоду[51][80][81][82].
- Понятие «накшатры» («созвездия» или «лунные стоянки») развилось около 2400 года до н. э. Накшатры имели важное религиозное значение, однако «Ригведа» ничего не упоминает об этом, из чего можно заключить, что она была составлена до этого периода. В самой поздней 10-й мандале «Ригведы» упоминаются созвездия,[83] — концепция, которая была известна практически всем древним культурам. Однако, там не даётся определения накшатр как «лунных стоянок»[84].
- С другой стороны, утверждается, что в «Ригведе» не встречается слово «меч», хотя в бронзовом веке мечи широко использовались в Бактрии и Пираке. Ральф Гриффит в своём переводе «Ригведы» использует слово «меч» 12 раз, включая такие древние мандалы, как 5-ю и 7-ю, однако, в большинстве случаев, в буквальном переводе санскритское слово ваши (IAST: vāśī) имеет более общее значение и переводится как «острое орудие». Принято считать, что переход от кинжалов к мечам в бронзовом веке был постепенным.

Перечисленные выше элементы упоминаются в более поздних ведийских текстах — самхитах, Брахманах и сутрах. Например, кирпичные алтари описываются в «Шатапатха-брахмане» 7.1.1.37 и 10.2.3.1; рис (врихи) — в «Атхарва-веде» 6.140.2; 7.1.20; хлопок (карпаса) — в «Дхарма-сутрах». Факт конвергенции послеригведийских текстов с хараппской культурой уже давно был замечен археологами. Бриджит Аллчин и Ф. Рэймонд Аллчин утверждают, что вне всякого сомнения, эти элементы «детально описаны в более поздних ведийских текстах».
Основываясь на вышеизложенных данных, сторонники теории исхода из Индии полагают, что практически вся «Ригведа» (за исключением нескольких отрывков, добавленных позднее) была составлена в период, предшествовавший Индской цивилизации.

### Воспоминания прародины
Другим аргументом в поддержку теории исхода из Индии является тот факт, что Веды ничего не говорят о миграции ариев в Индию и не упоминают их возможную прародину. Подобная аргументация вполне приемлема, так как описания миграций содержатся во многих ранних мифологических и религиозных текстах. Классическим примером может служить библейская книга Исход, в которой описывается миграция израильтян из Египта в Ханаан.
Конрад Эльст и другие сторонники теории исхода из Индии утверждают, что если бы арии прибыли в Индию всего за несколько веков до составления ранних ригведийских гимнов, то миграция и прародина ариев должны были бы быть упомянуты в «Ригведе». Сторонники теории указывают на то, что другие миграционные истории других индоевропейских народов были исторически или археологически документированы, и что вполне логично было бы ожидать встретить подобные же подтверждения, если бы индоарии на самом деле пришли в Индию извне.
Среди учёных озабоченность вызывает степень исторической точности данных, почерпнутых из «Ригведы», которая представляет собой сборник гимнов, а не повествование по истории племён и народов. Наиболее древние гимны, предположительно написанные всего несколько столетий спустя после прибытия ариев в Гандхару, составляют только небольшую часть текста «Ригведы».
В отношении миграции индоариев и Хараппской цивилизации Николас Казанас отмечает:
Арии могли дать другие названия рекам только в случае, если бы они были завоевателями, обладавшими силой навязать это. И, конечно же, то же можно сказать о их ведийском языке: местное население взяло бы на себя труд добровольного изучения очень трудного иностранного языка только в случае, если бы для него в этом была какая-либо значительная выгода, а так как арийские мигранты адаптировались к «культуре и образу жизни» местного хараппского населения и практически ничего не могли им предложить, последние приняли бы язык только под угрозой силы. Таким образом, здесь мы снова открываем, что подобная субстратная аргументация подразумевает вторжение и завоевание. Вторжение представляет собой субстрат всех подобных теорий, даже если в них используются такие термины как «миграция». Арийской иммиграции быть не могло не только по причине отсутствия археологических свидетельств таковой, но и потому, что конечный результат был бы другим. Иммигранты не диктуют свои условия и не навязывают свои желания коренному населению новой страны: они благодарны за то что их приняли и позволили пользоваться землёй и реками для земледелия и животноводства, также как и за любую помощь со стороны местных жителей; со временем, именно пришельцы перенимают язык (и может быть и религию) коренного населения. Невозможно в результате миграции исторически получить эффект вторжения.

## Археология
Хауслер утверждает, что археологические находки в Европе свидетельствуют о постоянном линейном историческом процессе, без заметного внешнего влияния.
Брайант говорит, что «существует по крайней мере серия археологических культур, приближение которых к Индийскому субконтиненту можно отследить, даже если оно и не было непрерывным. Того же нельзя сказать о любой гипотетической миграции с востока на запад». Есть версия Семененко А. А. о по меньшей мере одного пути миграции из Индостана через Среднюю Азию в Поволжье в энеолите и опровержением возможности миграции из степей Евразии через Среднюю Азию в Иран и Южную Азию в позднем бронзовом веке. Также он прослеживает миграцию ариев из долины Инда на (северо-)запад в Иран, Бактрию-Маргиану, Сирию и Анатолию.
По ряду параметров культура бронзового века 2000—1400 гг. до н. э., представленная могильниками Гумугоу-Сяохэ-Аяла Мазар в Тариме, выводится из долины Инда и / или культуры ригведийских индоариев Северо-Западной Индии. Он указывает, что зафиксированное Ригведой распространение индоариев из Пенджаба и долины полноводной (по данным Ригведы) Сарасвати на юго-запад может быть соотнесено либо с первой (Керамика Хакры) (IV тыс. до н. э.), либо со второй (Кот Диджи) (конец IV — начало III тыс. до н. э.), либо с третьей (Зрелая Хараппа) (перед 2600 г. до н. э.) волной расселения людей из тех же регионов в том же направлении (из Восточного Пенджаба, Доаба Ямуны и Ганги и верховий Сарсути-Гхаггара-Хакры на юг и юго-запад в долину Инда до его устья и в Гуджарат), зафиксированных археологами. По его словам, при принятии любой альтернативы это подтверждает вывод об индоарийской постригведийской атрибуции цивилизации Зрелой Хараппы и датирует ригведийские гимны периодом до 2600 г. до н. э.

## Генетика
Не существует явных генетических свидетельств доисторической миграции из Индии, так же, как и не имеется свидетельств общего генетического смещения в Европе после эпохи палеолита. Хемфилл не находит «поддержки для любой модели, в которой необходимо было бы признать изначальное население северного бактрийского оазиса Аму-Дарьи выходцами из долины реки Инд».
Практически полное отсутствие за пределами Индии специфически индийской митохондриальной гаплогруппы исключает переселение из Индии в большом масштабе. Таким образом, исследования по нахождению следов возможной миграции из Индии в основном сфокусированы на Y-хромосомных гаплогруппах.
Y-хромосомная гаплогруппа R2 характеризуется ДНК-маркером M124 и редко встречается за пределами Индии, Пакистана, Ирана и южной Центральной Азии. За пределами южной Евразии M124 с необыкновенно высокой чистотой 0,440 был обнаружен среди грузинских курманджи, и с гораздо более низкой чистотой 0,080 — среди курманджи Туркменистана. M124 с чистотой 0,158, обнаруженный среди чеченцев, не может являться примером, так был получен в результате анализа всего лишь 19 людей. За исключением этих народностей и цыган M124 не встречается в Восточной Европе.
По мнению многих генетиков, Y-хромосомная гаплогруппа R1a ассоциируется с возникновением и распространением индоевропейских языков, её наиболее распространённым в мире субкладом является R1a1a1 (R-M17), две вариации которой находятся, соответственно, в Европе (R-Z282) и в Центральной и Южной Азии (R-Z93). Кивисилд полагает, что «источником данной гаплогруппы являются Южная и Западная Азия», тогда как генографический проект Национального географического общества определил, что R1a1a-M17 появилась «в регионе современной Украины или южной России». Генетик и антрополог Спенсер Уэллс утверждает, что «прародина ариев находится за пределами Индии. Мы действительно имеем генетические доказательства этого — явные генетические свидетельства от ДНК-маркера, который появился в южных степях России и Украины в период с 5000 до 10 000 лет назад. Впоследствии он распространился на восток и юг и проник в Индию через Центральную Азию». R1a1a-M17 «показывает, что в течение последних 10 000 лет произошёл массивный генетический наплыв из степей в Индию. Если сопоставить эти данные с археологическими свидетельствами, то старая гипотеза о вторжении степных народов (а не только их языка) становится похожей на правду».
Опубликованные в 2007 году исследования С. Шармы поддерживают индийское происхождение линии R1a1 среди брахманов. Автор указывает на широко распространённое присутствие R1a*, наследственной группы, произошедшей от R1a1, среди кашмирских брахманов и аборигенов индийского племени сахария. Сенгупта и др. в своей статье 2006 года в American Journal of Human Genetics утверждает, что «миграции в период раннего голоцена из северо-западной Индии (включая долину реки Инд) передали R1a1-M17 хромосому как центральноазиатским, так и южноазиатским племенам».
О древней миграции населения с Y-хромосомной гаплогруппой R1a1a-M17 из Южной Азии в Европу говорилось в исследовании Питера Андерхилла 2009 года, что косвенно подтверждало теорию об исходе предков части современных европейцев из Индии. В исследовании Питера Андерхилла 2014 года говорилось о диверсификации Y-хромосомной гаплогруппы R1a-M420 не в Индии, а в непосредственной близости от Ирана и Восточной Турции, где обнаружены особенно редкие базальные ветви. Диверсификация субклады R1a1a1-M417/Page7 произошла около 5800 лет назад.

## Критика
- Согласно принципу центра языкового притяжения, наиболее вероятная прародина языковой семьи должна находиться в ареале её наибольшего разнообразия. В Индии присутствует только одна ветвь индоевропейских языков, индоарийская, тогда как италийская, венетская, иллирийская, германская, балтийская, славянская, фракийская и греческая ветви расположены в Центральной и Восточной Европе. Теория об индийской прародине кажется маловероятной по причине того, что если принять, что прародина индоевропейцев располагалась в Индии, а не в регионе, находящимся вблизи центра наибольшего языкового разнообразия в Европе, то для этого потребовался бы ряд гораздо более длительных миграций[22][117][118].
- В индоарийских языках присутствуют следы влияния дравидийских языков и языков мунда — влияние, которое не наблюдается во всех других индоевропейских ветвях. Если бы индоевропейская прародина располагалась в Индии, то индоевропейские языки должны были бы иметь следы влияния этих языковых семей[119][120].
- Для подтверждения теории миграции носителей праиндоевропейского языка из Индии необходимо принять гораздо более раннюю датировку «Ригведы», чем та, которая принята в научных кругах. Это необходимо для того, чтобы выделить достаточно долгий период времени, необходимый для завершения более длительных миграций[121].
- Хауслер утверждает, что археологические находки в Европе свидетельствуют о постоянном линейном историческом процессе, без заметного внешнего влияния. Брайант говорит, что «существует, по крайней мере серия археологических культур, приближение которых к Индийскому субконтиненту можно отследить, даже если оно и не было непрерывным. Того же нельзя сказать о любой гипотетической миграции с востока на запад»[91][92]
- Индская цивилизация была достаточно урбанизированной и развитой для своей эпохи. Согласно теории индоарийской миграции, мигрирующие арии, написавшие «Ригведу», перед тем как обосноваться в своих землях должны были войти в контакт с Хараппской цивилизацией и начать использовать некоторые ресурсы, находившиеся там в употреблении; отсутствие упоминания этих элементов в «Ригведе» свидетельствует о том, что она была составлена до того, как они появились в Индии[51].
- Не существует явных генетических свидетельств доисторической миграции из Индии, также как и не имеется свидетельств общего генетического смещения в Европе после эпохи палеолита. Хемфилл не находит «поддержки для любой модели, в которой необходимо было бы признать изначальное население северного бактрийского оазиса Аму-Дарьи выходцами из долины реки Инд». Практически полное отсутствие за пределами Индии специфически индийской митохондриальной гаплогруппы исключает переселение из Индии в большом масштабе. Таким образом, исследования по нахождению следов возможной миграции из Индии в основном с[122] фокусированы на Y-хромосомных гаплогруппах[102][103][104][105].

### Данные палеогенетики
По данным руководителя лаборатории древней ДНК Палеоботанического института имени Бирбала Сахни (Birbal Sahni Institute of Palaeobotany) в Лакхнау (штат Уттар-Прадеш) Нираджа Рая, в хараппских образцах из Ракхигархи нет Y-хромосомной гаплогруппы R1a. Таким образом, Теория исхода из Индии не соответствует имеющимся палеогенетическим данным.

## Аргументы в защиту теории
- Сам вопрос в датировке Индской-Хараппской цивилизации является дискуссионным. Разные историки по-разному определяют древность тех или иных периодов Индской культуры. Так, один из ведущих в мире специалистов по истории Хараппской цивилизации, американский археолог Джонатан Марк Кенойер, доктор исторических наук университета Бёркли в Калифорнии, США, определяет начало Ранней Хараппской культуры в промежутке от 5000 до 2800 лет до нашей эры[125][126].

Другое мнение высказывает Рафик Мохаммед Мугхал — пакистано-американский археолог, профессор археологии и глава аспирантуры Бостонского Университета в США, он датирует Раннюю Хараппу с 3300 до 2800 лет до нашей эры.
Так же археолог Х. Моде указал, что три животных Даймабадского клада (слон, носорог и буйвол) изображены на печати с образом «Пашупати», которая была найдена при раскопках в Мохенджо Даро — это указывает на прямую культурно-историческую связь Даймабада с Мохенджо Даро. Пашупати как название одного из эпитетов богов Агни и Индры упоминается в Ригведе. Литературный памятник Ригведа, согласно наиболее распространённому среди археологов и лингвистов мнению, датируется 1990—1100 гг. до н. э., что может указывать на датировку найденных фигурок.
Однако точная датировка Ригведы как литературного памятника также на данный момент является дискуссионным вопросом и варьируется от 3300 до 1100 лет до н. э.
Так, греческий учёный санскритолог Николас Казанас датирует Ригведу до Зрелой Хараппы, то есть до 2600 г. до н. э., основываясь на идентификации ранних ригведийских рек Сарасвати и Гхаггар-Хакры и на глоттохронологических аргументах.
При этом ряд фактов указывает на несостоятельность или неточность теории Казанаса — его в чём-то оспаривает индолог Эльст, Кунрад, который сам является приверженцем теории исхода из Индии, но апеллирует к ряду других фактов.
Известный индийский археолог Лал Брадж Баси указывает срок создания Ригведы до 2000 г. до н. э.
Разнятся мнения и по поводу общей исторической периодизации, разделении на исторические эпохи.
Эпоха регионализации — образование отдельных государств и областей представлена двумя точками зрения.
Джим Шаффер — американский археолог, профессор антропологии в Университете Кейс Вестерн резерв, США даёт оценку 4000—2500/2300 гг. до н. э.
Робин Конингем — британский археолог и академик, специализирующийся на южноазиатской археологии и археологической этике. С 2005 года он является профессором археологии раннего средневековья в Университете Дарема. Его оценка — 5000—3200 гг. до н. э.
Из этого следует, что в процессе дальнейших исследований возможны сильные колебания в оценке как возраста Индской культуры, так, соответственно, и в сроках написания Ригведы, а значит и в оценке тех событий, которые в ней затронуты.
- Подтверждением возможного исхода ИЕ из Южной Азии и, возможно, из Центральной Азии, могут служить данные генетики. Относящаяся к истории Древней Индии Индская — Хараппская цивилизация находилась, если сравнивать расположение её археологических памятников, накладывая на современные границы государств, на территориях нынешних Индии, Пакистана и части Афганистана[139].

Исследования гаплогруппы L (Y-ДНК), проведённые генетиками, выявили ряд фактов.
1 — Происхождение гаплогруппы связывается с Южной Азией, с западом полуострова Индостан.
2 — Распространение данной гаплогруппы хорошо коррелирует с областью распространения Хараппской — Индской культуры и её ближайших потомков.
3 — Также с низкой частотой встречается у населения Центральной Азии, Юго-западной Азии, Северной Африки и Южной Европы вдоль побережья Средиземного моря.
4 — В настоящее время гаплогруппа L распространена среди населения Индии с частотой от 7 до 15 %. Наиболее высокая частота и разнообразие подклассов наблюдается на юго-западе Пакистана в Белуджистане вдоль побережья (28 %).
5 — L3a (PK3) обнаружена в значительном количестве (около 23 %) среди калашей на северо-западе Пакистана. Также гаплогруппа L встречается с частотой около 18 % среди парсов-мужчин, имеющих иранское происхождение, в Пакистане, однако их STR-гаплотипы объединяют их в общий кластер, отличный от большинства других представителей гаплогруппы L в Пакистане.
6 — В небольшой выборке, взятой у друзов Израиля, гаплогруппа L была обнаружена у 7 человек из 20 (35 %). С другой стороны, исследования, проведённые на более широких выборках, показали, что мутация L-M20 в среднем составляет 5 % среди друзов Израиля, 4 % среди друзов Ливана.
7 — Гаплогруппа L встречается в Иране (4/117 или 3,4 % L1-M76 и 3/117 или 2,6 % L2-M317 из общей частоты в 7/117 или 6,0 % встречаемости гаплогруппы L в южном Иране и 1/33 или 3,0 % L3-M357 в Южном Азербайджане (Regueiro et al. 2006)). В Турции (22/523 или 4,2 % (Cinnioğlu et al. 2004)). Гаплогруппа L-M20 также была обнаружена с частотой 1,63 % (12/734) в большой выборке армян.
8 — В статье Орнелла Семино и др. сообщается об обнаружении мутации M11-G, то есть одной из мутаций, определяющих гаплогруппу L, с частотой от 1 % до 3 % в образцах из Ливана, Турции, Грузии, Греции, Венгрии, Калабрии и Андалусии. Выборки, на которых исследовалась частота гаплогруппы в Европе, обычно были довольно малы, поэтому возможно, что частота гаплогруппы L в Средиземноморье может отличаться в более высокую или более низкую сторону от результатов Семино и др., однако более точные исследования по состоянию на 2009 год отсутствуют.
9 — Исследование ДНК скелета гуннского периода из Музея естественной истории (г. Будапешт), датированного средней третью V века, показало, что он имел Y-хромосомную гаплогруппу L. При этом гунны — это народ, который вторгся 370-х в годах из Азии в Восточную Европу и оказал сильное влияние на развитие ряда современных европейских народов и их непосредственных предков — остготов, готов, антов, склавен.
- Особенности распространения Гаплогруппы R1a (Y-ДНК) и Гаплогруппы R1b (Y-ДНК). Данные гаплогруппы связаны с миграциями индоевропейцев.

Носителями Гаплогруппы R1a (Y-ДНК) являются многие народы, при этом гаплогруппа составляет в их генетике весомый вклад — Польша — 57,5 %, Белоруссия — 51 %, Россия — 46 %, Украина — 44 %, Словакия — 41,5 %, Латвия — 40 %, Литва и Словения — 38 %, мордвины (как отдельная группа) — 36 %, Чехия — 33 %, марийцы — 32 %, Эстония — 32 %, Молдова — 30,5 %, чуваши — 30 %, Венгрия — 29,5 %, коми — 29 %, башкиры — 26 %, Норвегия — 25 %, также татары — 24,5 %. Также гаплогруппа составляет — у этнической группы хотонов в Монголии — 83 %, у киргизов — до 65 %, у таджиков — от 45 % до 68 %, у кубанских ногайцев — до 50 % у алтайцев (от 38 % у северных до 53 % у южных), у уйгуров — около 50 %, у казанских татар — до 34-44 %, у узбеков — 32,1 %, у крымских татар — 32 %.
В Южной Азии данный субклад представлен в первую очередь у брахманов индийских штатов Западная Бенгалия и Уттар-Прадеш, данная гаплогруппа встречается с частотой 72 % и 67 %, соответственно.
Помимо носителей индоевропейских языков, встречается также у представителей других языковых семей, рас и культур в Южной Азии. Так, среди дравидийских народов наибольший процент R1a зафиксирован у брагуи — 35 %. У буришей — 28 %. Также этот субклад встречается у монголоидных тибето-бирманских народов, таких как манипури — 50 %, балти — 46 %, невары — 25,7 %.
Стивен Оппенгеймер выдвинул теорию о Южно-Азиатском происхождении гаплогруппы R1a. Она предполагает происхождение этой гаплогруппы в Южной Азии около 36 тыс. лет назад, а уже оттуда она начала своё распространение. Гипотеза основана на разнообразии субкладов гаплогруппы и большом числе их носителей в Пакистане, Северной Индии и Восточном Иране,. При этом теория о том, что гаплогруппа могла быть привнесена в Южную Азию извне, с Севера или северо-запада из Прикаспийских степей во время индоарийских миграций имеет недостатки. Существующие археологические данные не подтверждают гипотезу о единовременном массированном вторжении индоариев и вообще индоевропейцев в Индию в доисторическую эпоху. Напротив, они указывают на серию постепенных изменений местных культур в сторону «европеизации».
- При анализе останков людей из Ямной культуры, найденных под Самарой, обнаружено, что:

С мужской стороны все мужчины — носители R1b.
Женская часть, по мере убывания в геноме:
H7 — Европа и Западная Азия.
T1 и Т2 — Восточная Африка и Южная Азия.
U5 — ныне встречается только в Южной Азии, обнаружена у Таримских мумий.
W1 — Европа, Западная и Южная Азия.
N1a — на данный момент почти растворилась в других группах. Ранее, в период неолита, была представлена в Культуре линейно-ленточной керамики.
J1 — Аравийский полуостров, Левант, Ближний Восток в целом, Северная Африка.
U2 и U4 — Европа, Ближний Восток. U4 обнаружена у представителей катакомбной культуры, культуры Веретье, днепро-донецкой культуры и у представителя ямной культуры. Субклада U4a2 или U4d обнаружена у представителя хвалынской культуры, жившего 6700 лет назад.
I1 — Скандинавия и Северо-Западная Европа.
Ямная культура, которая проводила активную экспансию в Восточную и Западную Европу и послужила основой для зарождения Культуры шнуровой керамики, Колоколовидных кубков и Унетицкой, является, согласно мнению многих археологов, одним из основных распространителей индоевропейских языков в Европу
- Теория о вторжении арийских племён на полуостров Индостан и последовавших войнах и вторжение ариев и индоариев на территорию Индской цивилизации, которые могли бы привести к распространению гаплогруппы R1a (Y-ДНК) не подтвердилось при раскопках и исследованиях Хараппской культуры, которые проводил в том числе Джонатан Марк Кенойер. Было доказано, что миграции населения из Хараппской, умирающей цивилизации, происходили плавно. Военных вторжений племён — носителей данной гаплогруппы в Северную Индию, так же исторически не зафиксировано[168].

Существует теория о Индоарийских миграциях, выводящая присутствие данной гаплогруппы на столь широком пространстве, к изначальной миграции племён-носителей из Прикаспийских степей и Южной Сибири.
Однако, результаты ряда проведённых в 2000-е годы генетических исследований свидетельствуют о том, что вклад пришлого населения в генофонд популяций Индостана крайне незначителен. Общность некоторых Y-хромосомных гаплогрупп для индийских и центральноазиатских популяций объясняется их древним соседством или (в случае с восточноевропейской гаплогруппой R1a) гораздо более древними, чем индоарийские, миграциями ледниковой и постледниковой эпохи.
- Лингвистические данные говорят о прямой связи между такими языками, как санскрит, урду, хинди — 490 миллионов носителей, панджаби, мальдивский, сингальский и таджикский, армянский, русский, украинский, белорусский, латышский, польский, литовский, словацкий, чешский, албанский. Изоглосса Сатем, указанная на карте, распространяется от Северной Индии, Ирана, Пакистана, через Прикаспийские и Черноморские степи, вплоть до Польши и Прибалтики[175][176].
- Принимая во внимание, что крупных военных вторжений ариев в регионы Южной Азии, в том числе и в Древние времена, не подтверждается, генетические данные так же свидетельствуют о незначительном смешивании племён, в силу большей численности жителей Южной Азии, начиная со времён Индской цивилизации — население которой между 2400—1900 г. до н. э. достигало 5 миллионов человек[177][178] , есть некоторые основания считать, что миграция ариев, индоиранцев и носителей древних вариантов индоевропейского языка, шла из Южной Азии[161][162].